# Папаяннис, Теодорос
Тео́дорос Папаяннис (греч.  Θεόδωρος Παπαγιάννης , род. 1942, Эллинико Янина) — известный греческий скульптор и медальер XX века. Профессор Эмерит Афинской школы изящных искусств.

## Биография

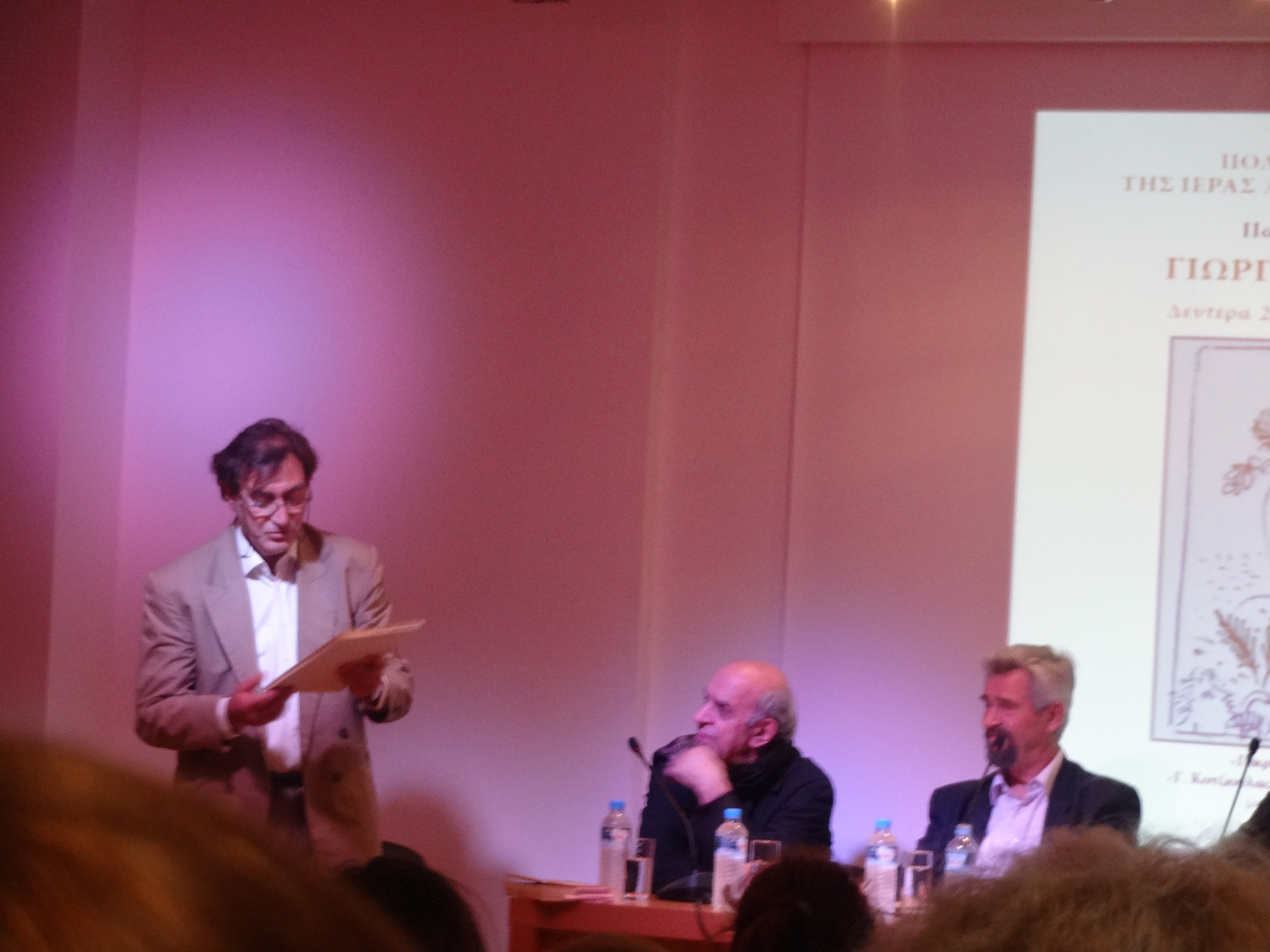
Скульптор Теодорос Папаяннис (справа) и художник Алекос Фасианос (в центре) на презентации тома впервые издаваемых работ поэта Георгия Кодзюласа (1909—1956).

Теодорос Папаяннис, известен и как То́дорос Папаяннис (греч.  Θόδωρος Παπαγιάννης, родился в селе Эллинико эпирского нома Янина в 1942 году. Учился в Афинской школе изящных искусств у скульптора Янниса Паппаса (1960—1966), и литью меди в мастерской у Никоса Керлиса.
Получил диплом по теории искусства и декоративно — прикладному искусству.
В период 1966—1968 и получив стипендию занялся исследованием древнего греческого и средиземноморского искусства, с поездками на Крит, Кипр, в Малую Азию, Египет и Левант.
В 1970 году начал свою академическую карьеру в качестве помощника Янниса Паппаса.
В 1972 году возглавил научно-исследовательскую деятельность учащихся «Школы искусств» в сёлах Загорохорья, Эпир, где были изучены традиции резьбы по дереву, каменных скульптур и местные архитектурные особенности.
В период 1981—82, продолжил учёбу в Ecole des Arts Appliques et des Metiers d' Art в Париже.
В 1991 году был назначен профессором скульптуры в Афинскую школу изящных искусств.
В 1997 году, получив учебный отпуск (Sabbatical), поехал в Соединённые Штаты Америки, где провёл 4 месяца занимаясь исследовательской деятельностью.

## Работа

Пара (скульптура на берегу озера в Янина)

Пара (деталь)

Под влиянием современных тенденций в скульптуре, сочетает в своей работе элементы доисторических идолов с экспрессионистскими формами и абстракцией Генри Мура.
Многие из его работ вызывают в памяти простоту скульптур Кикладской цивилизации.
Кроме скульптуры, Папаяннис занимает заметное место в современном медальерном искусстве Греции.
В 1975 году, после конкурса, по его проекту стали чеканиться монеты достоинством в 20, 10 и 5 драхм с изображениями Перикла, Демокрита и Аристотеля соответственно.
Он является автором медали в ознаменование вступления Греции в Европейский союз в 1979 году, медали в честь празднования 150 летия Парламента эллинов в 1978 году.
В числе его многочисленных работ в качестве медальера:
- Чемпионат Европы по лёгкой атлетике 1982 в Афинах
- Медали в честь столетия со дня рождения Георгиоса Папаниколау, 1983
- Памятная медаль Резня в Дистомо, 1985
- Медали Аристотелева университета в Салониках, выпущенной в честь 1000-летия крещения Руси, 1988.

В числе его многочисленных скульптурных работ:

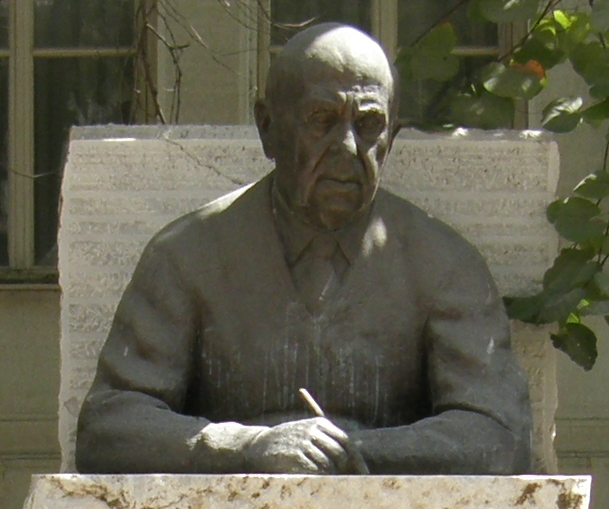
Бюст Йоргоса Сефериса

- Статуя Элефтерия Венизелоса (1985, Центральная площадь города Янина)
- Памятник жертвам Восстания в Афинском Политехническом университете (1986, Янина).
- Памятник Национальному Сопротивлению (1987, набережная города Волос)
- Памятник Греческой революции в городе Волос,
- Памятник Неизвестному Учителю (Педагогическая академия Янин).
- Бюст Панайотиса Анагноступулоса, одного из организаторов революционной организации Филики Этерия (Афины — Площадь Филики Этерии — Колонаки).
- Бюст Георгакиса Олимпиоса (Пешеходная улица Георгакиса Олимпиоса, Кукаки).
- Бюст Константина Иконому (1991, Афины — Площадь Великой школы нации, напротив гостиницы Хилтон).
- Бюст Георгия Ризариса (1994, Афины — сад церкви Святого Георгия Победоносца).
- Бюст Георгия Теотокаса (2000, Афины — Парк Греческих Литераторов — Сквер Культурного центра Афинского муниципалитета).
- Бюст Ангелоса Терзакиса (2000, Афины — Парк Греческих Литераторов — Сквер Культурного центра Афинского муниципалитета).
- Памятник Греческому Учителю (2000, Афины — Площадь Мадрида — за гостиницей Хилтон).
- Статуя генерала Джорджа Маршалла, американское посольство в Афинах, 2000
- Бюст Георгия Сефериса (2001, Афины — Пешеходная улица Залокоста, у министерства иностранных дел Греции).

Много других работ Теодора Папаянниса установлены в публичных местах Афин и других городов Греции.
Папаяннис также является автором интерьеров, в частности вестибюля и холла гостиницы Хилтон на острове Керкира и гостиницы «Stanley» в Афинах.

## Выставки
Кроме персональных выставок (Цюрих, 1995 Лондон, Никосия, 1996 Афины и Женева), Папаяннис принял участие во многих групповых выставках в Греции и за её рубежами (София, Будапешт, Париж и др.).
Папаяннис получил множество призов на национальных и международных конкурсах. В 2006 году он получил первый приз на международном конкурсе «The Runners» в Чикаго (O’Hare International Airport).

## Преподавательская деятельность
Папаяннис был директором «Первой мастерской скульптуры» Афинской школы изящных искусств.
Сегодня Теодорос Папаяннис является профессором Эмеритом ерской скульптуры Афинской школы изящных искусств.

## Музей современного искусства Папаянниса

Скульптура в Эллинико

В 2009 году он создал Музей современного искусства Папаянниса в начальной школе своего родного села в Эллинико. Большинство классов школы были закрытыми в силу малого числа учеников.
В годы ученичества скульптора здесь учились 150 детей, сегодня только 15. Скульптор предпочёл дать новую жизнь школе, в которой он учился, нежели создавать свою постоянную экспозицию в Янина или в Афинах. По выражению самого Папаянниса, «посетитель сможет найти здесь нить цветной древней греческой скульптуры».
Скульптуры выставлены как в классах и коридорах школы, так и под открытым небом вокруг школы.